# Rosine Speicher
Rosine Speicher (* 4. März 1884 in Wolframs-Eschenbach; † 2. Februar 1967 in Erlangen) war eine deutsche Frauenrechtlerin und Redakteurin. Sie setzte sich insbesondere für die journalistische Tätigkeit von Frauen und für die Aufwertung der Arbeit der Hausfrauen ein.

## Leben
Sie war die Tochter des Schlossermeisters Josef Hafner und dessen Frau Elisabeth, geborene Göttler. Sie heiratete am 10. Dezember 1904 den Eisenbahn-Obersekretär Philipp Speicher.
Speicher begann ihre politische Laufbahn 1919 in der Rheinpfalz mit – allerdings erfolglosen – Kandidaturen für den Bayerischen Landtag und den Reichstag. 1920 übernahm sie ein Mandat im Stadtrat von Ludwigshafen. Im Jahr darauf wechselte sie ihren Wohnsitz allerdings nach Nürnberg, wo sie die Nürnberger Hausfrauenzeitung ins Leben rief. 1924 übernahm sie den Vorsitz des Nürnberger Hausfrauenbundes und war zeitweise auch Vorstandsmitglied des Deutschen Hausfrauenbundes. Während des Dritten Reichs wurde sie insgesamt siebenmal wegen kritischer Äußerungen verhaftet, und sie siedelte zeitweise nach Wien um, ging aber 1945 zurück nach Nürnberg.
Nach Ende des Zweiten Weltkriegs war sie von 1945 bis 1957 Herausgeberin der Zeitschrift Frauenwelt (als Nachfolgeorgan der „Nürnberger Hausfrauenzeitung“). Die Zeitschrift bot politische Informationen und Darstellungen des Familienrechts (insbesondere Frauenrechte), außerdem die gerade für die Nachkriegszeit für den Alltag entscheidenden Rezepte und Hausfrauentips. Viele Beiträge setzten sich kritisch mit den nationalsozialistischen Verbrechen auseinander und brachten Porträts von NS-Widerstandskämpferinnen. Die Journalistin Petra Schmitz würdigt die Publizistin: „Rosine Speichers interessante Überlegungen von 1947 zum Verhältnis von Frauen und Presse und ihre Aufforderung, sich stärker im Prewssesektor zu beteiligen, sind heute noch gültig.“
Speichers Publikationen umfassten neben Alltagsratschlägen für Frauen auch Beiträge zur NS-Aufarbeitung und der Stellung der Frau.
Speicher engagierte auch im Deutschen Hausfrauen-Bund (DHB). 1955 wurde sie aus dem Vorstand ausgeschlossen, nachdem sie auf die Verknüpfung von Verbands- und Geschäftsinteressen bei DHB-Präsidentin Fini Pfannes hingewiesen hatte, die aus diesem Grund allerdings 1956 abtrat. Vor Ort in Nürnberg blieb Speicher bis 1962 Leiterin des DHB, bis sie aus Altersgründen zurücktrat.
Eine Autobiographie, die sie unter dem Titel „Frau ohne Schleier“ vorbereitete, schloss sie vor ihrem Tod nicht mehr ab.

## Ehrungen
- 2006: Benennung einer Neubaustraße im Nürnberger Stadtteil Katzwang
- 2021: Benennung einer Neubaustraße in ihrem Geburtsort Wolframs-Eschenbach im Baugebiet Mühlbuck V